# Album d'Auschwitz
Pour les articles homonymes, voir Auschwitz (homonymie).

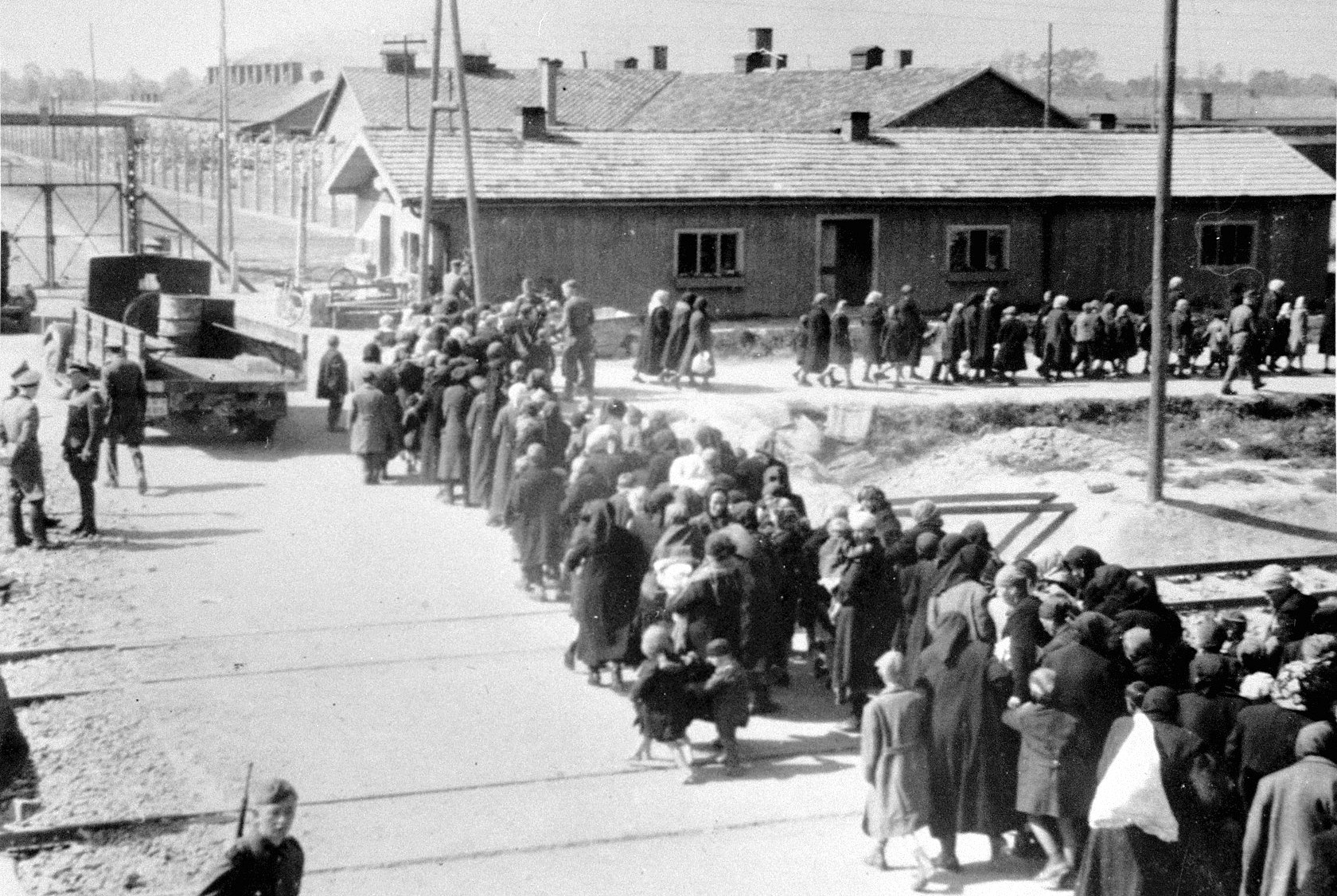
L'acheminement vers les chambres à gaz crématoires, de Juifs qui se laisseraient « conduire comme des moutons à l'abattoir », est en fait une mise en scène pour suggérer la qualité du travail dans le calme effectué par les SS : toute trace de désordre et de résistance juive brutalement étouffée, a quasiment disparu sur les photos de cet album.

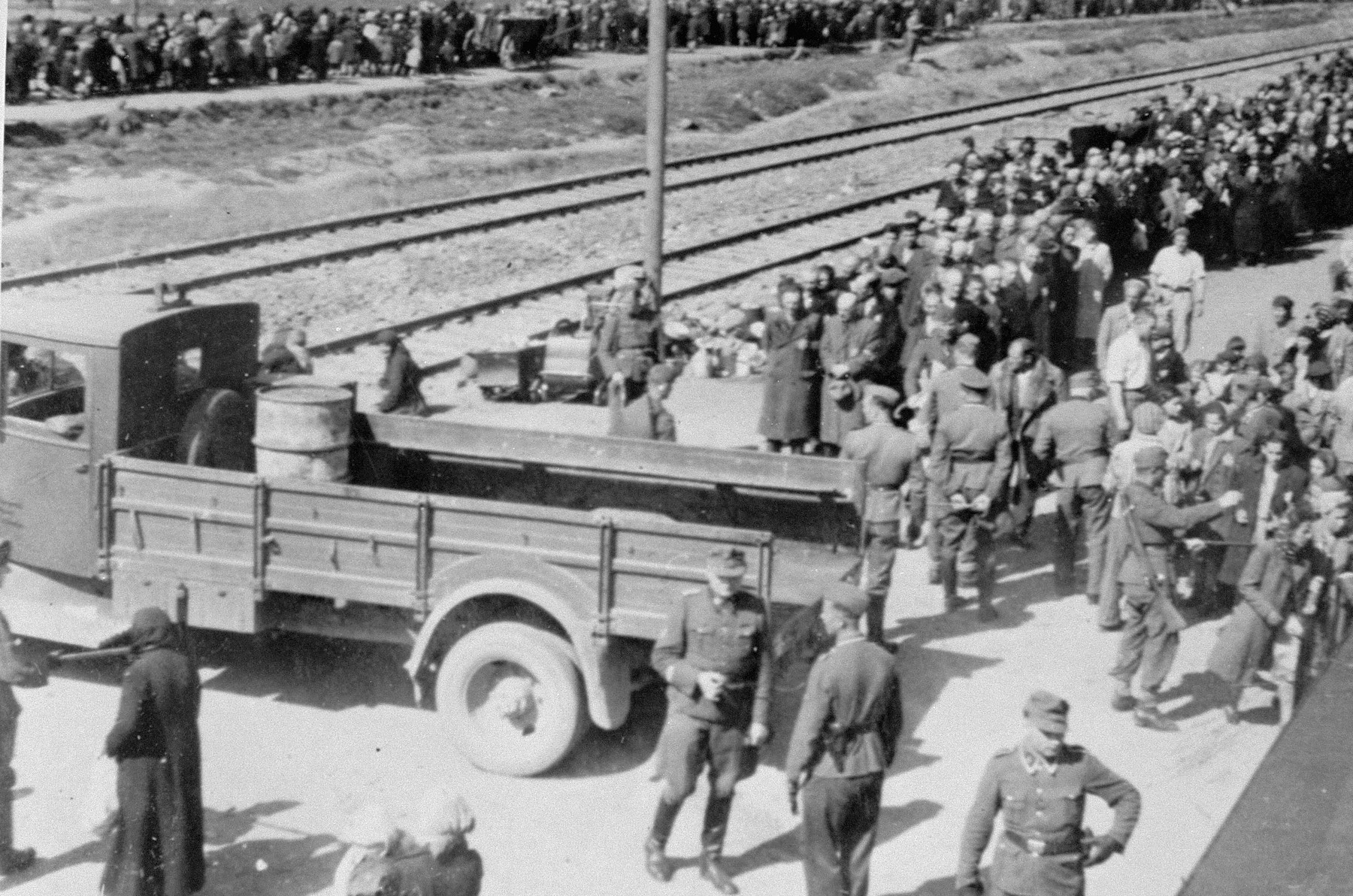
Les photographes n'ont pu complètement effacer ces traces. Ici, la présence implicite et explicite de la violence à travers une canne.

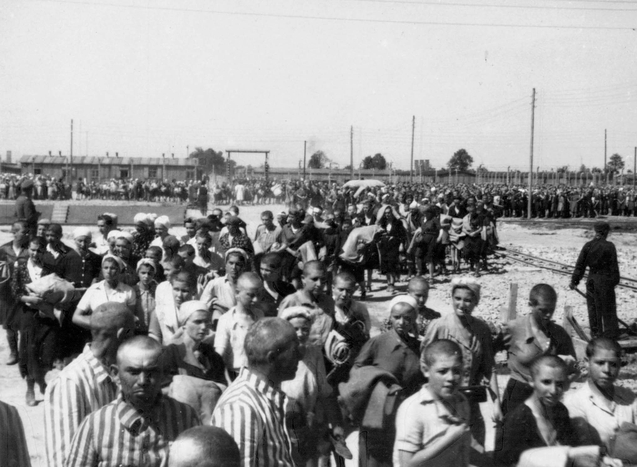
Arrivée de Juifs hongrois à Birkenau en mai 1944.

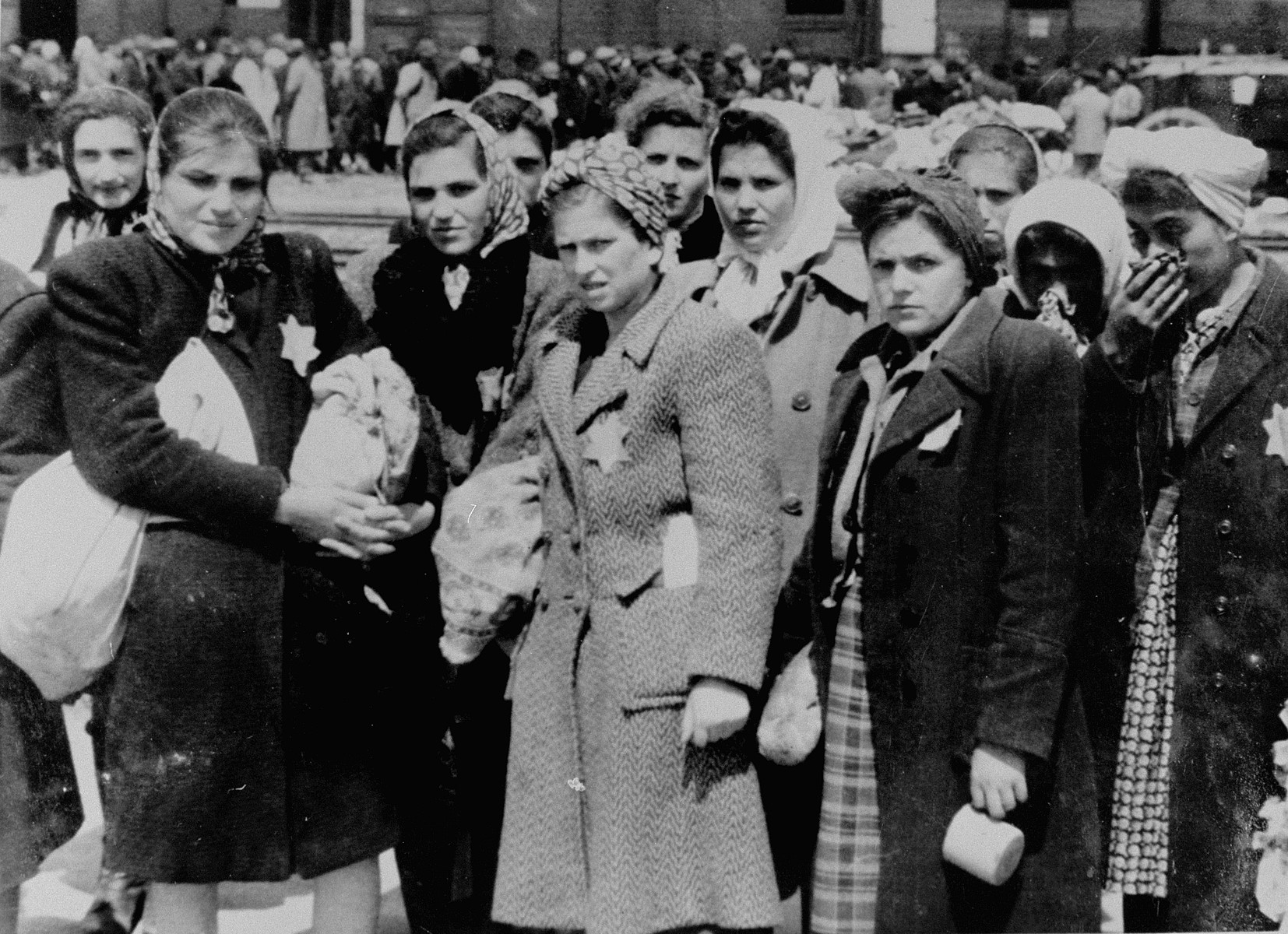
Les mouchoirs que certaines femmes portent sur leur bouche et nez témoignent de la puanteur des crématoires et des fosses d'incinération.

L'Album d'Auschwitz (aussi appelé Album de Lili Jacob, du nom de la détentrice de l'album) est un ensemble de photographies prises à l'été 1944 dans le camp d'extermination d'Auschwitz-Birkenau, fréquemment réalisées par les services photographiques du camp et destinées aux leaders SS. Cette collection est considérée comme unique dans la mesure où elle constitue aujourd'hui l'un des principaux témoignages visuels du processus d'extermination des déportés juifs d'un convoi dans un centre de mise à mort.

## Histoire
Cet album qui comprend aujourd'hui quelque 193 prises de vues a initialement été découvert par une déportée, Lili Jacob, dans une baraque du camp de Dora-Mittelbau. En avril 1945, après l'évacuation de ce camp par les Allemands, cette jeune femme très affaiblie est couchée dans l'ancienne chambre d'un SS. Elle y trouve cet album par hasard, se reconnaît sur certaines photos, ainsi que certains de ses proches, et le conserve très précieusement. Le titre donné à l'album par le ou les SS responsables est « transplantation des juifs de Hongrie ».
En 1980, Serge Klarsfeld convainc Lili Jacob que l'album doit être sauvegardé et protégé. Elle se rend alors à Jérusalem où elle rencontre le Premier ministre Menahem Begin, et en fait don au mémorial de Yad Vashem où il se trouve toujours.
Les photographies portent sur l'arrivée des convois de Juifs hongrois, communauté déportée en mai 1944. Les historiens Serge Klarsfeld et Marcello Pezzetti estiment que ces images ont vraisemblablement été prises par les SS Ernst Hofmann et Bernhard Walter, du service d'identification du département politique d'Auschwitz, selon une démarche qui suscite des interrogations. Tal Bruttmann ajoute que certaines photographies peuvent également être l'oeuvre de Rudolf Höss lui-même, comme le rapporte le témoignage du photographe polonais Wilhelm Brasse au procès de Francfort-sur-le-Main. Quelques historiens relèvent des traits propres aux photographies de propagande allemande dans le cadrage et le choix des sujets, d'autres estiment qu'il pourrait s'agir d'un rapport commandé. Les images ne montrent en tout cas pas la phase d'extermination proprement dite mais sa préparation. Elles ciblent les sélections sur la « rampe » – voie de chemin de fer arrivant directement dans l'enceinte de Birkenau, installée peu de temps avant l'anéantissement de la communauté hongroise, ce qui permet notamment de dater les photographies de l'album ; puis les récupérations des biens confisqués aux entrepôts Canada ; et l'attente des personnes qui vont être gazées.
L'historien Tal Bruttmann, qui a consacré un ouvrage à cet ensemble photographique, questionne l'usage contemporain de ces photographies et appelle à la prudence concernant les interprétations que l'on peut tirer du fonctionnement du camp à partir de ce support : 

« Ces images ont été utilisées pour montrer ce qu'était Auschwitz. Le problème c'est que ce n'est pas ce qu'était Auschwitz au sens premier du terme, mais ce que des SS veulent montrer à d'autres SS à Berlin sur le fonctionnement d'Auschwitz. Un Auschwitz « idéalisé » par des SS pour des SS. [...] Nous, on s'identifie à ces victimes. Sauf que le photographe SS ne cherche pas à apitoyer qui que ce soit. Au contraire, il cherche à montrer à ses supérieurs à Berlin le « brio » du système de duperie mis en place pour réaliser la plus grande opération d'assassinat de la « Solution finale ». »

Outre cet ensemble iconographique, on possède aujourd'hui dans le cas du camp d'Auschwitz-Birkenau quelques photographies prises par des membres des sonderkommandos d'Auschwitz II (Birkenau), un carnet de croquis d'un détenu anonyme et, depuis le début de l'année 2007, un album de photographies du personnel SS du camp, couramment appelé « album de Karl Höcker », sur lesquelles apparaissent certains hauts gradés présents à Auschwitz, comme Josef Mengele ou Rudolf Höss.

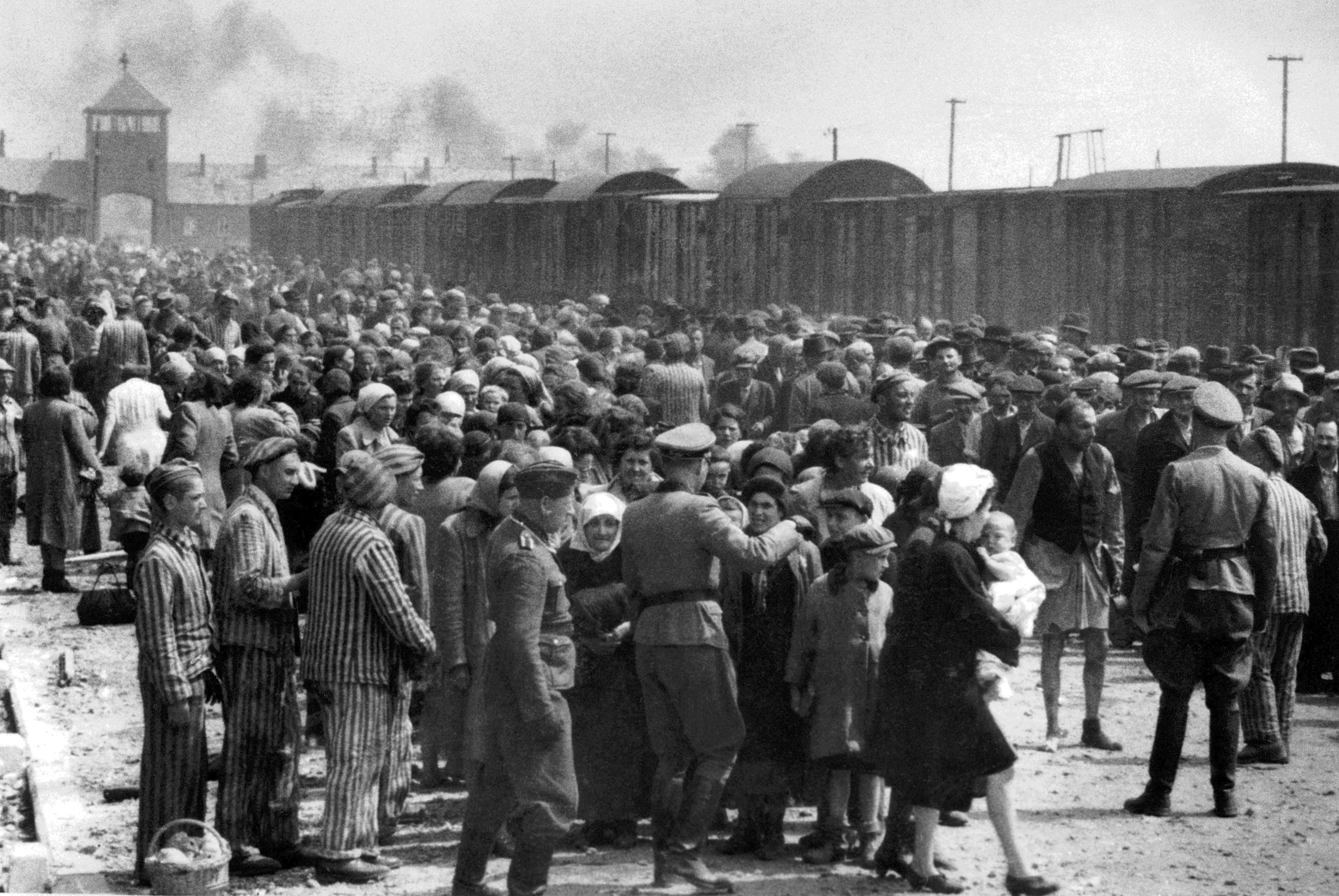
Sélection de Juifs hongrois sur la rampe d'Auschwitz-II-Birkenau en Pologne occupée par l'Allemagne,, pendant la phase finale de l'Holocauste. Les Juifs étaient envoyés soit au travail, soit à la chambre à gaz. (19 mai 1944)

## Bibliographie

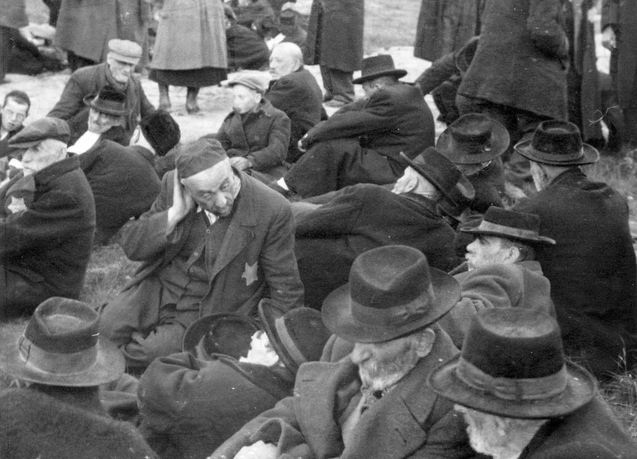
Hommes attendant près de la chambre à gaz numéro 4, avant leur assassinat, mai 1944. Cette photographie fait partie de l'album d'Auschwitz, documentant l'arrivée des Juifs hongrois du ghetto du Tét dans le camp d'extermination d'Auschwitz-Birkenau au cours de l'année 1944.

## Filmographie
- Alain Jaubert, Auschwitz, l'album de la mémoire, 1984.
- László Nemes, Le Fils de Saul, 2015.

## Voir également